# شهرستان کراکوف
شهرستان کراکوف (به لهستانی: Powiat Kraków) یک شهرستان در لهستان است که در استان لهستان کوچک‌تر واقع شده‌است. شهرستان کراکوف ۱٬۲۲۹٫۶۲ کیلومتر مربع مساحت و ۲۴۴٬۹۷۰ نفر جمعیت دارد.